# Герб Ріпкинського району
Герб Рі́пкинського райо́ну — офіційний символ Ріпкинського району Чернігівської області, затверджений 4 лютого 2003 року рішенням Ріпкинської районної ради.

## Опис
Щит чотиричасний. На першій срібній частині червоний уширений хрест. На другій лазуровій частині золотий княжий шолом. На третій червоній частині срібна підкова шипами донизу. На четвертій золотій частині лазурова шабля вістрям донизу та зелена дубова гілка в косий хрест.
Комп'ютерна графіка — К. М. Богатов.